# Independent Games Festival
Independent Games Festival (укр. Фестиваль незалежних ігор) — щорічний фестиваль на Game Developers Conference, найбільший щорічний збір в індустрії відеоігор. Фестиваль був заснований в 1998 році для визнання зусиль і результатів незалежних розробників комп'ютерних ігор. Фестиваль проводиться CC Game Group, Game Developers Conference, журналом Game Developer, виданням Gamasutra.

## Переможці
Ігри, що отримали премію «Гран-прі Сеймаса Макноллі» (англ. Seumas McNally Grand Prize)
- 2022: Inscryption[1]
- 2021: Umurangi Generation[2]
- 2020: A Short Hike[3]
- 2019: Return of the Obra Dinn[4]
- 2018: Night in the Woods
- 2017: Quadrilateral Cowboy
- 2016: Her Story
- 2015: Outer Wilds
- 2014: Papers, Please
- 2013: Cart Life
- 2012: Fez[en]
- 2011: Minecraft
- 2010: Monaco
- 2009: Blueberry Garden
- 2008: Crayon Physics Deluxe
- 2007: Aquaria
- 2006: Darwinia
- 2005: Gish (відеогра) и Wik and the Fable of Souls
- 2004: Savage: The Battle for Newerth і Oasis
- 2003: Wild Earth
- 2002: Bad Milk
- 2001: Shattered Galaxy
- 2000: Tread Marks
- 1999: Fire And Darkness